# Loch Scarmclate
Loch Scarmclate är en sjö i Storbritannien.   Den ligger i kommunen Highland och riksdelen Skottland, i den norra delen av landet, 800 km norr om huvudstaden London. Loch Scarmclate ligger 29 meter över havet.  Trakten runt Loch Scarmclate består i huvudsak av gräsmarker.